# Англет
Англет или Ангелу (окс. Anglet, баск. Angelu) — город на юго-западе Франции в департаменте Атлантические Пиренеи региона Новая Аквитания. Находится частично в двух кантонах — Англет и Байонна-1.
Город находится на берегу Бискайского залива севернее Биаррица, вместе с которым, а также с Байонной образуют единую агломерацию.
Население Англета составляет 35 263 жителя (1999), агломерации — 105,3 тыс. Основная часть населения — баски.
Севернее Англета находится устье реки Адур, южная граница Серебряного берега с песчаными пляжами. Окрестности Англета покрыты сосновыми лесами, часть из них находятся в городской черте. К западу вдоль побережья Бискайского залива расположен Берег Басков.
Муниципалитет расположен на расстоянии около 670 км к юго-западу от Парижа, 170 км к юго-западу от Бордо, 95 км к западу от По.

## Галерея

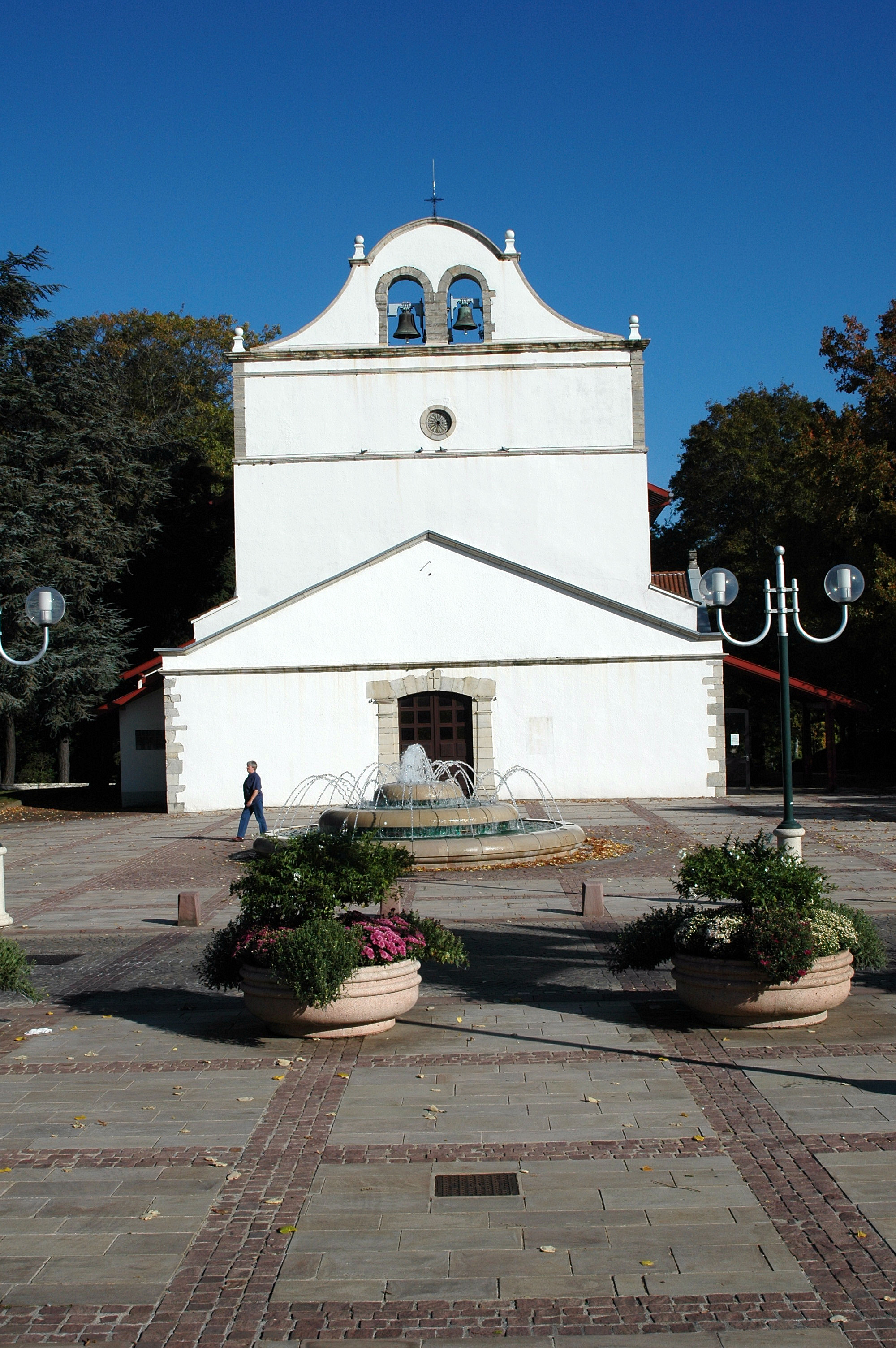
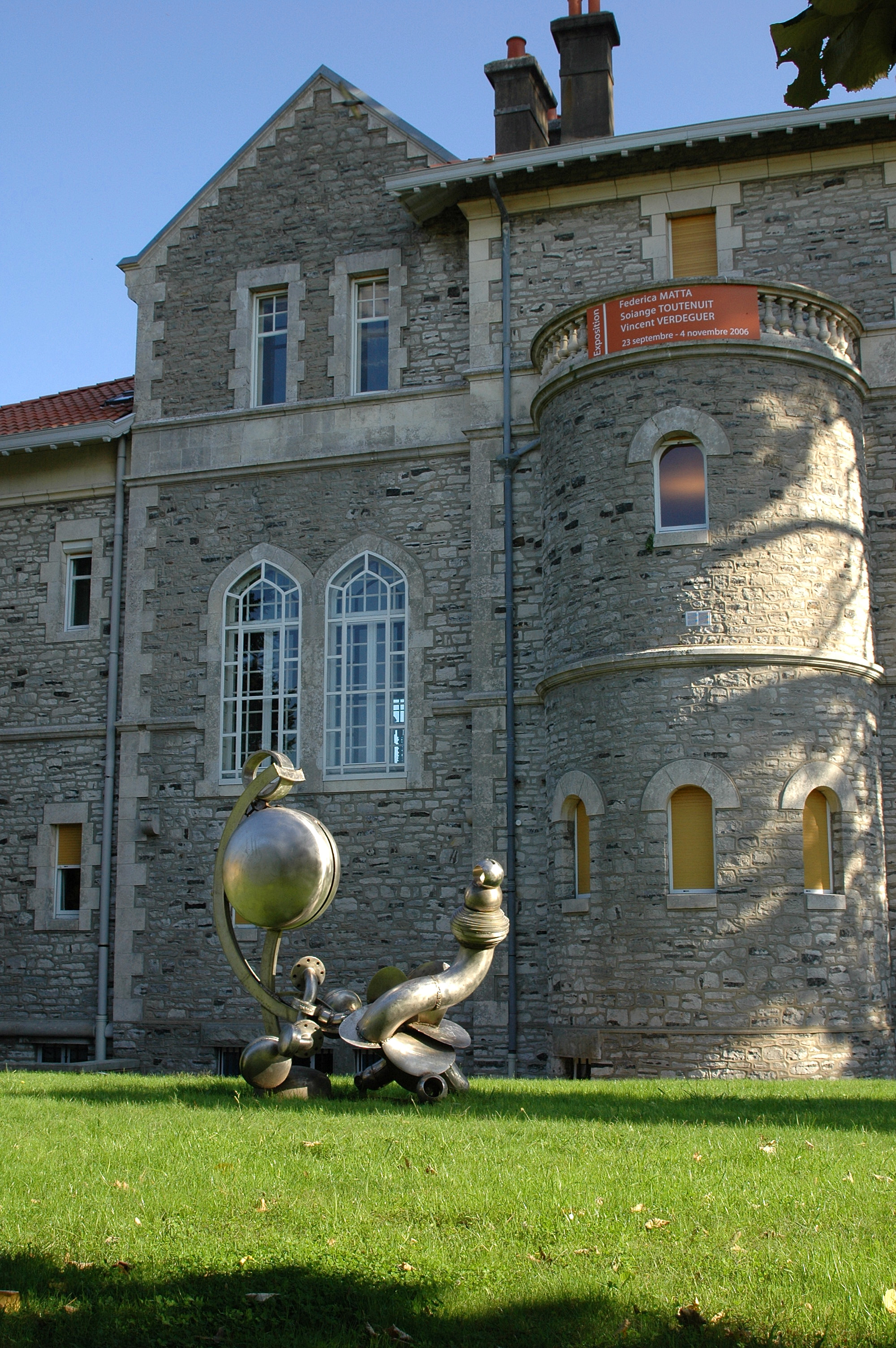
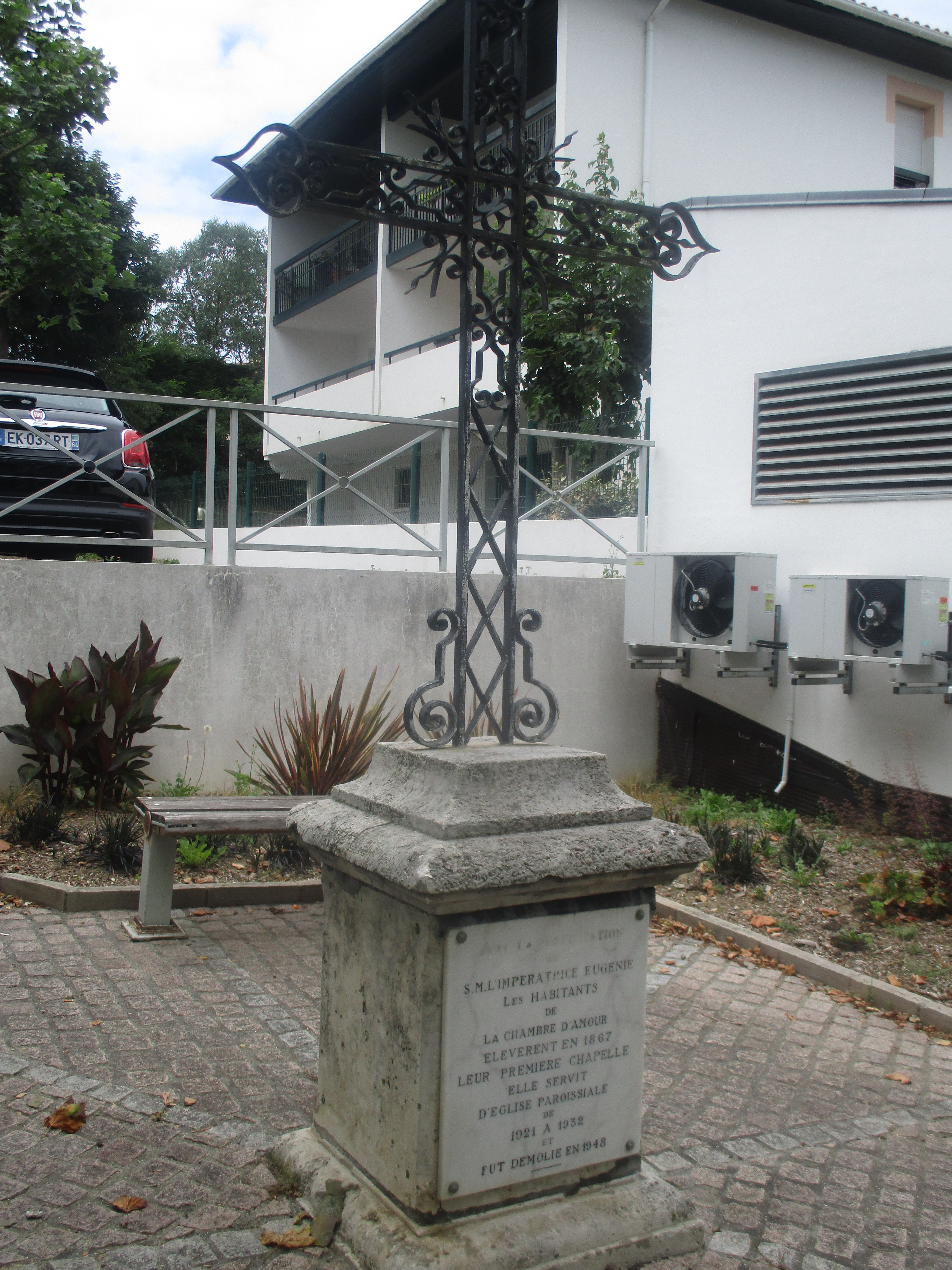

## Города-побратимы
- Ансбах, Бавария, Германия.

## Интересные факты
- В гасконском диалекте окситанского языка звук «t» на конце произносится, что несвойственно для Франции.